# Kevin Wimmer
Kevin Wimmer (Wels, Austria, 15 de noviembre de 1992) es un futbolista austriaco que juega como defensa en el Š. K. Slovan Bratislava de la Superliga de Eslovaquia. Es también jugador internacional habitual con Austria.

## Estadísticas

### Clubes
- Actualizado hasta el 17 de mayo de 2025.[2]

| Club | Div.          | Temporada     | Liga  | Liga  | Copas nacionales(1) | Copas nacionales(1) | Torneos internacionales(2) | Torneos internacionales(2) | Total | Total | Media goleadora(3) |
| Club | Div.          | Temporada     | Part. | Goles | Part.               | Goles               | Part.                      | Goles                      | Part. | Goles | Media goleadora(3) |
| --- | ------------- | ------------- | ----- | ----- | ------------------- | ------------------- | -------------------------- | -------------------------- | ----- | ----- | ------------------ |
| LASK Linz · Austria | 2.ª           | 2011-12       | 28    | 4     | 3                   | 0                   | —                          | —                          | 31    | 4     | 0,13               |
| LASK Linz · Austria | Total club    | Total club    | 28    | 4     | 3                   | 0                   | 0                          | 0                          | 31    | 4     | 0,13               |
| 1. F. C. Colonia · Alemania | 2.ª           | 2012-13       | 9     | 0     | 2                   | 0                   | —                          | —                          | 11    | 0     | 0                  |
| 1. F. C. Colonia · Alemania | 2.ª           | 2013-14       | 26    | 2     | 2                   | 0                   | —                          | —                          | 28    | 2     | 0,07               |
| 1. F. C. Colonia · Alemania | 1.ª           | 2014-15       | 32    | 0     | 2                   | 0                   | —                          | —                          | 34    | 0     | 0                  |
| 1. F. C. Colonia · Alemania | Total club    | Total club    | 67    | 2     | 6                   | 0                   | 0                          | 0                          | 73    | 2     | 0,03               |
| Tottenham Hotspur F. C. Inglaterra | 1.ª           | 2015-16       | 10    | 0     | 5                   | 0                   | 6                          | 0                          | 21    | 0     | 0                  |
| Tottenham Hotspur F. C. Inglaterra | 1.ª           | 2016-17       | 5     | 0     | 4                   | 0                   | 1                          | 0                          | 10    | 0     | 0                  |
| Tottenham Hotspur F. C. Inglaterra | 1.ª           | 2017-18       | 0     | 0     | 0                   | 0                   | 0                          | 0                          | 0     | 0     | 0                  |
| Tottenham Hotspur F. C. Inglaterra | Total club    | Total club    | 15    | 0     | 9                   | 0                   | 7                          | 0                          | 31    | 0     | 0                  |
| Stoke City F. C. Inglaterra | 1.ª           | 2017-18       | 17    | 0     | 2                   | 0                   | —                          | —                          | 19    | 0     | 0                  |
| Hannover 96 · Alemania | 1.ª           | 2018-19       | 22    | 0     | 2                   | 1                   | —                          | —                          | 24    | 1     | 0,04               |
| Hannover 96 · Alemania | Total club    | Total club    | 22    | 0     | 2                   | 1                   | 0                          | 0                          | 24    | 1     | 0,04               |
| Royal Excel Mouscron · Bélgica | 1.ª           | 2019-20       | 17    | 0     | 1                   | 0                   | —                          | —                          | 18    | 0     | 0                  |
| Royal Excel Mouscron · Bélgica | Total club    | Total club    | 17    | 0     | 1                   | 0                   | 0                          | 0                          | 18    | 0     | 0                  |
| Stoke City F. C. Inglaterra | 2.ª           | 2020-21       | 0     | 0     | 0                   | 0                   | ―                          | ―                          | 0     | 0     | 0                  |
| Stoke City F. C. Inglaterra | Total club    | Total club    | 17    | 0     | 2                   | 0                   | 0                          | 0                          | 19    | 0     | 0                  |
| Karlsruher S. C. · Alemania | 2.ª           | 2020-21       | 10    | 0     | ―                   | ―                   | ―                          | ―                          | 10    | 0     | 0                  |
| Karlsruher S. C. · Alemania | Total club    | Total club    | 10    | 0     | 0                   | 0                   | 0                          | 0                          | 10    | 0     | 0                  |
| Rapid Viena · Austria | 1.ª           | 2021-22       | 20    | 1     | 1                   | 0                   | 9                          | 0                          | 30    | 1     | 0,03               |
| Rapid Viena · Austria | 1.ª           | 2022-23       | 10    | 0     | 4                   | 1                   | 6                          | 0                          | 20    | 1     | 0,05               |
| Rapid Viena · Austria | Total club    | Total club    | 30    | 1     | 5                   | 1                   | 15                         | 0                          | 50    | 2     | 0,04               |
| Š. K. Slovan Bratislava · Eslovaquia | 1.ª           | 2023-24       | 26    | 0     | 5                   | 0                   | 11                         | 0                          | 42    | 0     | 0                  |
| Š. K. Slovan Bratislava · Eslovaquia | 1.ª           | 2024-25       | 17    | 0     | 2                   | 0                   | 13                         | 1                          | 32    | 1     | 0,03               |
| Š. K. Slovan Bratislava · Eslovaquia | Total club    | Total club    | 43    | 0     | 7                   | 0                   | 24                         | 1                          | 74    | 1     | 0,01               |
| Total carrera | Total carrera | Total carrera | 249   | 7     | 35                  | 2                   | 46                         | 1                          | 330   | 10    | 0,03               |
| (1) Incluye datos de Copa de Austria, Copa de Alemania, Copa de la Liga de Inglaterra, FA Cup y Copa de Eslovaquia. (2) Incluye datos de Liga de Campeones de la UEFA, Liga Europa de la UEFA y Liga Europa Conferencia de la UEFA. (3) No incluye goles en partidos amistosos. |               |               |       |       |                     |                     |                            |                            |       |       |                    |

## Palmarés

### Títulos nacionales
| Título                  | Club                    | País       | Año  |
| ----------------------- | ----------------------- | ---------- | ---- |
| Superliga de Eslovaquia | Š. K. Slovan Bratislava | Eslovaquia | 2024 |
| Superliga de Eslovaquia | Š. K. Slovan Bratislava | Eslovaquia | 2025 |